# Hong Kong en los Juegos Paralímpicos de Londres 2012
Hong Kong estuvo representado en los Juegos Paralímpicos de Londres 2012 por un total de 28 deportistas, 15 mujeres y 13 hombres.

## Medallistas
El equipo paralímpico hongkonés obtuvo las siguientes medallas:
| Nombre                                       | Deporte                    | Evento                                      |
| -------------------------------------------- | -------------------------- | ------------------------------------------- |
| Oro                                          |                            |                                             |
| Yu Chui Yee                                  | Esgrima en silla de ruedas | Espada individual A femenino                |
| Yu Chui Yee                                  | Esgrima en silla de ruedas | Florete individual A femenino               |
| Wong Ka Man                                  | Tenis de mesa              | Individual 11 femenino                      |
| Plata                                        |                            |                                             |
| So Wa Wai                                    | Atletismo                  | 200 m T36 masculino                         |
| Tam Chik Sum                                 | Esgrima en silla de ruedas | Espada individual B masculino               |
| Yeung Chi Ka                                 | Tenis de mesa              | Individual 11 femenino                      |
| Bronce                                       |                            |                                             |
| Chan Yui Chong                               | Esgrima en silla de ruedas | Espada individual B femenino                |
| Chan Yui Chong Fan Pui Shan Yu Chui Yee      | Esgrima en silla de ruedas | Espada por equipos clase abierta femenino   |
| Chan Wing Kin                                | Esgrima en silla de ruedas | Sable individual A masculino                |
| Chan Wing Kin Chung Ting Ching Wong Tang Tat | Esgrima en silla de ruedas | Florete por equipos clase abierta masculino |
| Leung Shu Hang                               | Natación                   | 100 m braza SB14 femenino                   |
| Au Kai Lun                                   | Natación                   | 100 m espada S14 masculino                  |